# Santorini Blues
Santorini Blues é o segundo álbum solo de Herbert Vianna.
É mais voltado ao formato acústico e segue influências do estilo musical Blues norte-americano.
| Críticas profissionais                                                      | Críticas profissionais |
| Avaliações da crítica                                                       | Avaliações da crítica  |
| Fonte                                                                       | Avaliação              |
| --------------------------------------------------------------------------- | ---------------------- |
| All Music Guide                                                             | [ 1 ]                  |
| Esta tabela precisa de ser acompanhada por texto em prosa. Consulte o guia. |                        |

## Faixas
1. Dos Margaritas (Herbert Vianna/Bi Ribeiro)
2. Speed Racer (Herbert Vianna/Fernanda Abreu/Fábio Fonseca)
3. Round and Round (Herbert Vianna)
4. Pólvora (Herbert Vianna)
5. Tweety (Herbert Vianna)
6. Annie (Eric Clapton/Kate Lambert/Ronnie Lane)
7. Por Siete Vidas [Caceria] (Fito Paez)
8. A Palavra Certa (Herbert Vianna/Paula Toller/George Israel)
9. Uns Dias (Herbert Vianna)
10. Luca (Herbert Vianna)